# Ylva Lindberg
Ylva Maria Lindberg, gift Martinsen, född 29 juni 1976 i Stensele, är en svensk ishockeytränare och före detta ishockeyspelare. 
Från och med 1 april 2018 tar Martinsen över som huvudcoach för Sveriges damlandslag i ishockey, efter Leif Boork

## Spelarkarriär
Ylva Lindberg är uppvuxen i Storuman och lärde sig tidigt att åka skridskor. Hon kom med i sitt första lag när hon var 10 år gammal. 1991 debuterade hon i det svenska damlandslaget, blott 15 år fyllda.
Två år senare gjorde hon internationell mästerskapsdebut vid europamästerskapen i Danmark, där Sverige slutade på silverplats efter segrande Finland.
Lindberg har spelat tre OS-turneringar, sex VM-turneringar och två EM-turneringar. På landslagsnivå har hon gjort 14 mål på 191 landskamper med damkronorna.
Hon är sexfaldig svensk mästarinna med tre olika lag. 

## Meriter som spelare
- OS 1998 - Femte plats
- OS 2002 - Bronsmedaljör
- OS 2006 - Silvermedaljör
- VM 1994 - Femte plats
- VM 1999 - Fjärde plats
- VM 2000 - Fjärde plats
- VM 2001 - Sjunde plats
- VM 2004 - Fjärde plats
- VM 2005 - Bronsmedaljör
- EM 1993 - Silvermedaljör
- EM 1995 - Silvermedaljör
- SM 1998 - Svensk mästare med Nacka HK
- SM 2002 - Svensk mästare med Mälarhöjden/Bredäng Hockey
- SM 2003 - Svensk mästare med Mälarhöjden/Bredäng Hockey
- SM 2005 - Svensk mästare med Mälarhöjden/Bredäng Hockey
- SM 2006 - Svensk mästare med Mälarhöjden/Bredäng Hockey
- SM 2008 - Svensk mästare med Segeltorps IF

## Klubbar som spelare
- Storumans IK
- Vilhelmina IK
- Nacka HK 1996-1998
- AIK 1998-2001
- Mälarhöjden/Bredäng Hockey 2001-2007
- Segeltorps IF 2007-2009

## Meriter som tränare
- Svensk mästare med Segeltorps IF 2011
- Svensk mästare med AIK 2012

## Klubbar som tränare
- Segeltorps IF 2010-2012
- AIK 2012-

## Personligt
Ylva Lindberg flyttade 1996 till Stockholm och har i huvudstaden bland annat arbetat som väktare och flygplatsbrandman på Arlanda. Hon är utbildad polis (Polishögskolan 2007–2009).
Lindberg berättade i maj 2006 i tidningen QX att hon är homosexuell. Uttalandet gjordes tillsammans med landslagsspelaren Erika Holst. Lindberg är gift med Helene Martinsen. De har sonen Liam tillsammans.